# 妻恋舟の湯
妻恋舟の湯（つまこいぶねのゆ）は、能登半島の和倉温泉にある、足湯のみの温泉共同浴場である。

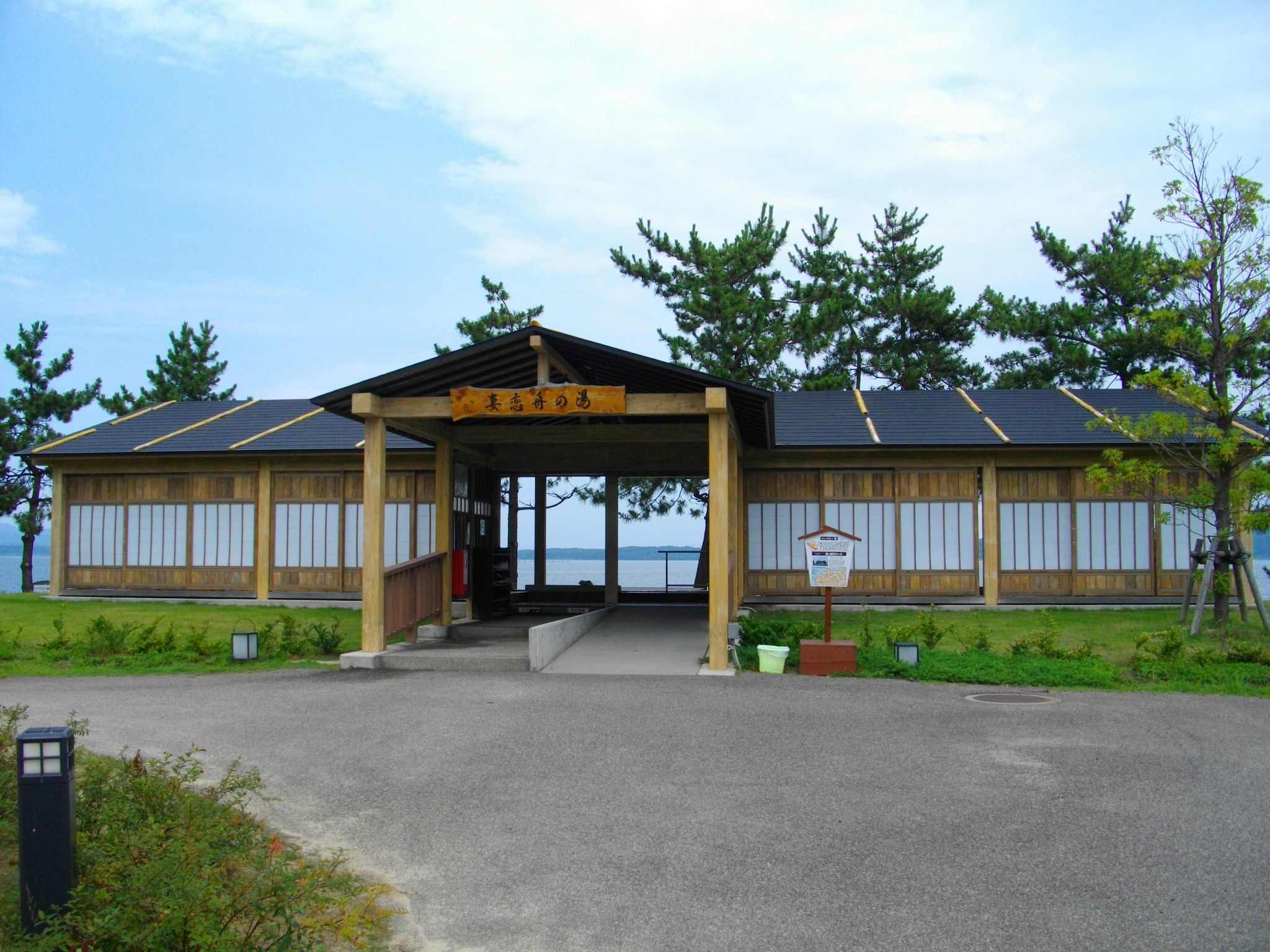
『妻恋舟の湯』 - 和倉温泉（石川県）の松林に囲まれた海岸沿いに立地。（2011年7月 撮影）

## 概要
ホテルや旅館が林立する和倉温泉の入り口で、海岸沿いに七尾市が管理する「和倉温泉湯っ足りパーク」内に立地する、誰でも無料で入浴できる男女混浴の足湯の共同浴場である。立地は、松林に囲まれた風向の良い七尾西湾に面しており、天候の良い日は爽やかな海の潮風と対岸の能登島を眺めながら、
また、夕刻時はライトアップされた夜景を眺めながら、ゆったりと足湯を楽しむことができる。入浴時間は7:00~19:00の間で、冬季は一時休業することがある。指定管理者は和倉温泉合資会社（和倉温泉総湯）。
- 大凡の所在地： 石川県七尾市和倉町ひばり１丁目、湯っ足りパーク内

名称の由来は、万葉の歌人 高浜虚子の 『家持の 妻恋舟か 春の海』 という句に因む。

## 温泉

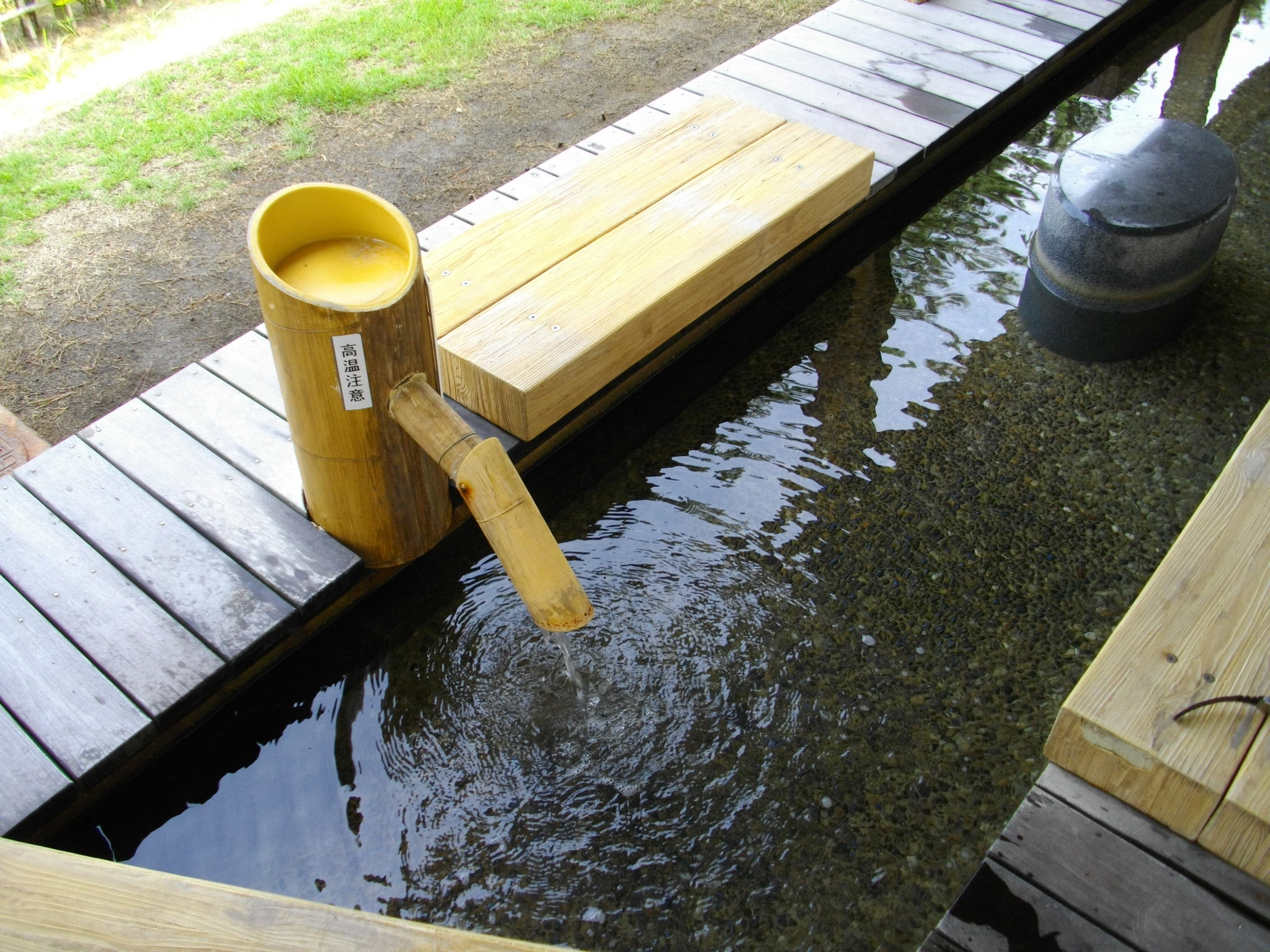
足湯の小さな浴槽に、熱い源泉が湧き出る。

和倉温泉に立地する、足湯のみの温泉浴場である。　飲泉（飲用）は出来ない。
- 源泉名： 弁天崎（5号・8号・10号・13号源泉）
- 泉質： ナトリウム・カルシウム－塩化物泉（高張性中性高温泉）　pH=7.4
- 泉温： 84.8℃
- 特徴： 無色、透明、無臭[3]、若干の塩味と苦味。
- 効能： 神経痛、筋肉痛、関節痛などの慢性疾患、冷え性、疲労回復、健康増進、など。
- その他： 放射性物質（ラドンなど）は含まれていない。

衛生管理のため、消毒薬として塩素系薬剤を使用している。

## 交通アクセス
鉄道
JR西日本・七尾線（のと鉄道）・和倉温泉駅下車。温泉街方面に徒歩で約10分。タクシー利用可。
車
能越自動車道・和倉ICから車で約7分。駐車場は完備。「湯っ足りパーク」の看板が目印。

## 特記事項
- この他にも、和倉温泉には日帰りの温泉浴場として「和倉温泉・総湯」がある。